# Uvala (Istočni Drvar)
Uvala (szerbül: Увала) falu Bosznia-Hercegovinában, Bosanska krajina területén, a Szerb Köztársaságban.

## Fekvése
Bosznia-Hercegovina nyugati részén, Banja Lukától légvonalban 60, közúton 96 km-re délnyugatra, községközpontjától 4 km-re keletre, a község keleti részén fekszik. Teljes területe a Klekovača hegységben található. Területén folyók nem találhatók. A hozzá tartozó Gornja Uvala, Dražići, Resanovača és Škrbići települések nem lakott hely státuszúak, hanem a helyi önkormányzat területét alkotó lakott helyekről szóló rendelet Uvala lakott hely részeként kezeli őket.

## Népessége
| Nemzetiségi csoport | Népesség 1991 | Népesség 2013 |
| ------------------- | ------------- | ------------- |
| Szerb               | 33            | 38            |
| Bosnyák             | 0             | 0             |
| Horvát              | 0             | 0             |
| Jugoszláv           | 0             | 0             |
| Egyéb               | 0             | 0             |
| Összesen            | 33            | 38            |

## Története
A középkorban ez a terület a horvát-magyar állam része volt, majd 1463-ban ez a terület is az oszmán állam része lett. Területe 1878-ig tartozott az Oszmán Birodalomhoz, majd az Osztrák-Magyar Monarchia része lett. A monarchia szétesésével 1918-ben előbb a Szerb-Horvát-Szlovén Királyság, majd 1929-től a Jugoszláv Királyság része. A Jugoszláv Királyságban a falu a Vrbaska banovina része volt. Jugoszlávia megszállása után a falu a Független Horvát Állam (NDH) része, majd 1945-től a szocialista Jugoszlávia része volt. 1948-ban 131, 1953-ban 166, 1961-ben 169, 1971-ben 105, 1981-ben 74 lakosa volt.
A település 1995 szeptemberéig a boszniai szerb katonai egységek ellenőrzése alatt állt. A boszniai háborút lezáró daytoni békeszerződés rendelkezése alapján az ország területét felosztották a Bosznia-hercegovinai Föderáció és a boszniai Szerb Köztársaság között, ennek során a település a Szerb Köztársasághoz került és Istočni Drvar község része lett.

## Nevezetességei
Szent Mária Magdolna tiszteletére szentelt pravoszláv templomát 2016. augusztus 4-én szentelte fel Atanasije bihács-petrovai püspök.